# 贵族院 (法国)
贵族院（法語：Chambre des Pairs）曾是法国议会的上议院。

## 历史
波旁复辟后，1814年宪章重建了法国贵族制，新的贵族也并非1789年前旧制度的贵族。一个新的、类似于英国上议院的贵族院也被建立，它的开会地点在卢森堡宫。就像上议院一样，贵族院也有司法功能，有权审判贵族和其他显贵的人。举个例子，贵族院就曾宣判了米歇尔·内伊的死刑。 
贵族院就是法国议会中的上议院。一开始，它有154名成员，其中包括所有革命后尚存的基督教会的主持者（兰斯，朗格尔和香槟沙隆）以及尚存的世俗贵族，但其中不包括奥比尼公爵，因为此爵位是由苏格兰的里士满公爵持有。在贵族院中，有13位贵族是教长。
贵族院的新成员都由国王任命，他们的数目也没有限额。这些贵族要么是终身贵族，要么是世袭贵族，而这都由国王的意愿决定。所有王室家族的男性和以前国王的子嗣（法語：princes du sang）生来就是贵族院的成员（法語：pairs-nés）。但尽管如此，他们也需要得到国王明确的许可来出席每一次会议。
贵族在25岁时可以进入贵族院，但只有年满30岁的贵族才有权发言。贵族院的会议一般由法国总理主持。若总理缺席，则由国王任命的贵族主持会议。
起初，贵族院里只有世袭贵族和一些特定的教长。七月革命后，贵族院成员都是终身任职。二月革命后，贵族院和法国的贵族制一起被政府废除。